# کاناتا نورث وارد
کاناتا نورث وارد (انگلیسی: Kanata North Ward) یا بخش چهار یک بخش شهرداری در اتاوا، انتاریو، کانادا است.